# Ало (Горњопровансалски Алпи)
Ало (фр. Allos) насеље је и општина у југоисточној Француској у региону Прованса-Алпи-Азурна обала, у департману Горњопровансалски Алпи која припада префектури Кастелан.
По подацима из 2011. године у општини је живело 669 становника, а густина насељености је износила 5,74 становника/km². Општина се простире на површини од 116,65 km². Налази се на средњој надморској висини од 1425 метара (максималној 3.040 m, а минималној 1.339 m).

## Демографија
| 1962. | 1968. | 1975. | 1982. | 1990. | 1999. | 2011. |
| ----- | ----- | ----- | ----- | ----- | ----- | ----- |
| 449   | 497   | 564   | 681   | 705   | 637   | 669   |

График промене броја становника у току последњих година